# تشارلز سبنسر (لاعب كرة قدم أمريكية)
تشارلز سبنسر (بالإنجليزية: Charles Spencer)‏ هو لاعب كرة قدم أمريكية أمريكي، ولد في 17 مارس 1982 في بكبسي في الولايات المتحدة.

## وصلات خارجية
- تشارلز سبنسر على موقع مرجع كرة القدم المحترفة.كوم (الإنجليزية)
- تشارلز سبنسر على موقع JustSportsStats.com (الإنجليزية)